# Bubalcó

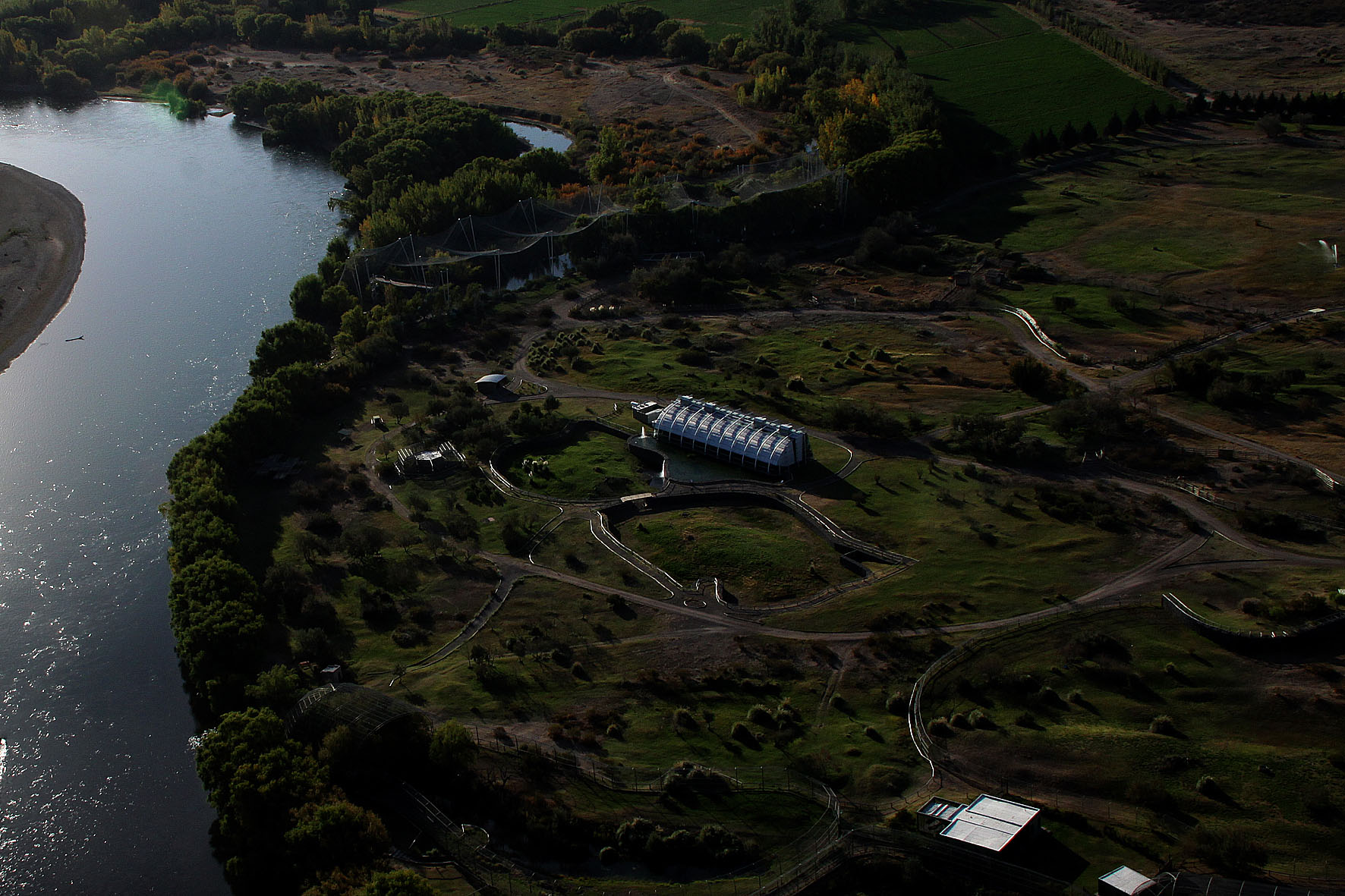
Vista aérea del parque a la costa del Río Negro

Bubalcó es un refugio de animales destinado a la conservación de especies en peligro de extinción ubicado en la provincia de Río Negro, Argentina, entre las ciudades de Allen y Gral. Roca. 
Nació como criadero de especies en peligro de extinción en la década del 80, reconocido como tal por las Direcciones de Fauna Nacional y Provincial de Río Negro. Abrió sus puertas al público en 2009 para fomentar y educar sobre la protección y restauración de la biodiversidad. 
El parque cuenta con 34 hectáreas destinadas a la conservación alejadas de la urbanización y recibe animales nacidos en cautiverio o rescatados. 

## Ubicación
Está ubicado en la isla 19 del río Negro en el Alto Valle, en la zona conocida como Contralmirante Guerrico. Está vinculado por un acceso de 6.6 kma la Ruta Nacional 22, de los cuales los primeros 3 km, hasta el puente, son pavimentados y el resto de ripio. Dista 17 km de Allen y a 24 km de Roca, en esta última ciudad tiene sus oficinas comerciales.
El parque estaba comunicado con el centro de Allen por el servicio rural del Transporte urbano de pasajeros de Allen, prestado por la Empresa de Transporte de Pasajeros KO-KO S.R.L.En 2024 este servicio fue dado de baja por la misma.

## Áreas
Las áreas que conforman el parque son:
- Circuito de Psitácidos
- Complejo de felinos
- Paseo costanero
- Recinto de Fauna Patagónica
- Invernáculo: Un invernadero. Una imponente construcción de metal y vidrio, de 44 m por 17 de extensión y más de 9 m de altura, climatizada por un sistema computarizado que mantiene rangos mínimos y máximos preestablecidos de temperatura y humedad.  Aquí se exponen especies tropicales de la selva paranaense. El clima y el paisaje tropical subyugan al visitante, en plena Patagonia: es la posibilidad de transportarse a la América tropical al instante
- Aviario: Este es un espacio realmente único, probablemente uno de los más grandes en su tipo del mundo: 20.000 m2. El aspecto es el de una gran carpa de circo, pero de red en lugar de lona, de 200 metros de largo por 90 de ancho. Todo sostenido por enormes columnas, en una obra de ingeniería realmente llamativa. Adentro, corre un pequeño arroyo que es a la vez un pequeño ecosistema. Allí conviven patos, gansos, faisanes, gallaretas, cisnes, brantas y pavas. Y también Tobías, un mono gibón que, a pesar de sus malos modales, es uno de los favoritos tanto de los visitantes como del equipo de Bubalcó.
- Sabana africana